# Marianne Mendt

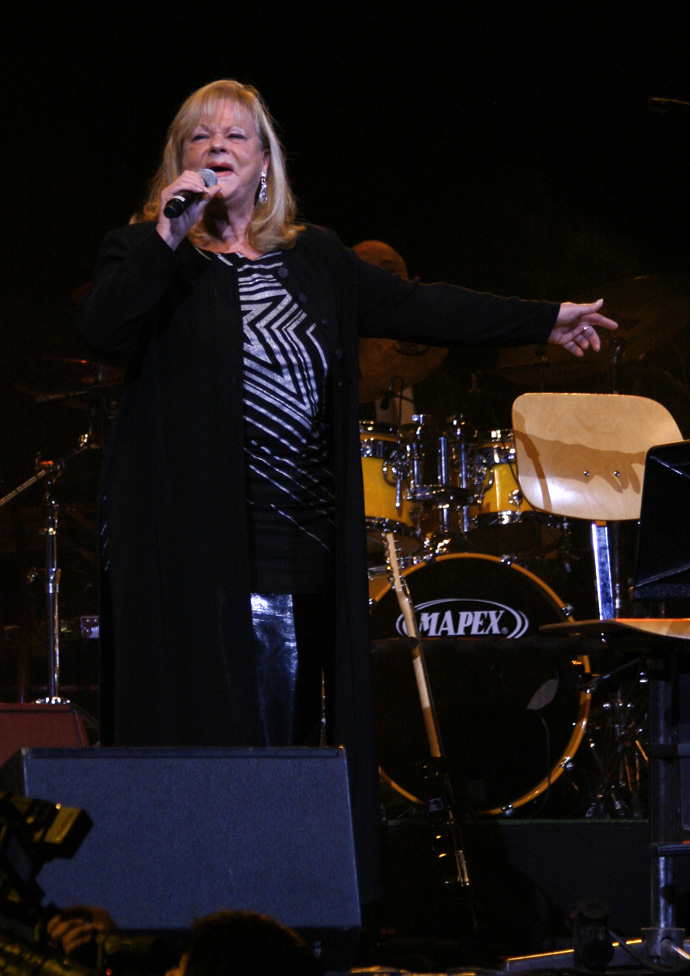
Marianne Mendt

Marianne Mendt (nascida Marianne Krupicka, Viena Áustria, 29 de setembro de 1945) é uma cantora de jazz e atriz austríaca. Mendt foi a representante da Áustria no Festival Eurovisão da Canção 1971, com a canção "Musik".